# Центральное казачье войско
Войсковое казачье общество «Центральное казачье войско» (ВКО ЦКВ) — одно из 12 войсковых казачьи обществ, внесённое (5 октября 2010) Минюстом России в Государственный реестр казачьих обществ в Российской Федерации. Указом Президента Российской Федерации от 16 апреля 2014 года № 247 атаманом Центрального казачьего войска утвержден И. К. Миронов.

## Предшественники организации
- с 10 декабря 1994 года — Ассоциация казаков Центра России (АКЦР)
- с 17 февраля 1995 года — Межрегиональное общественное объединение «Центральное казачье войско» (МОО ЦКВ)
- с 30 июня 1999 года — Межрегиональная общественная организация «Центральное казачье войско» (МОО ЦКВ)
- с 3 мая 2007 года — Войсковое казачье общество «Центральное казачье войско» (ВКО ЦКВ)

## История

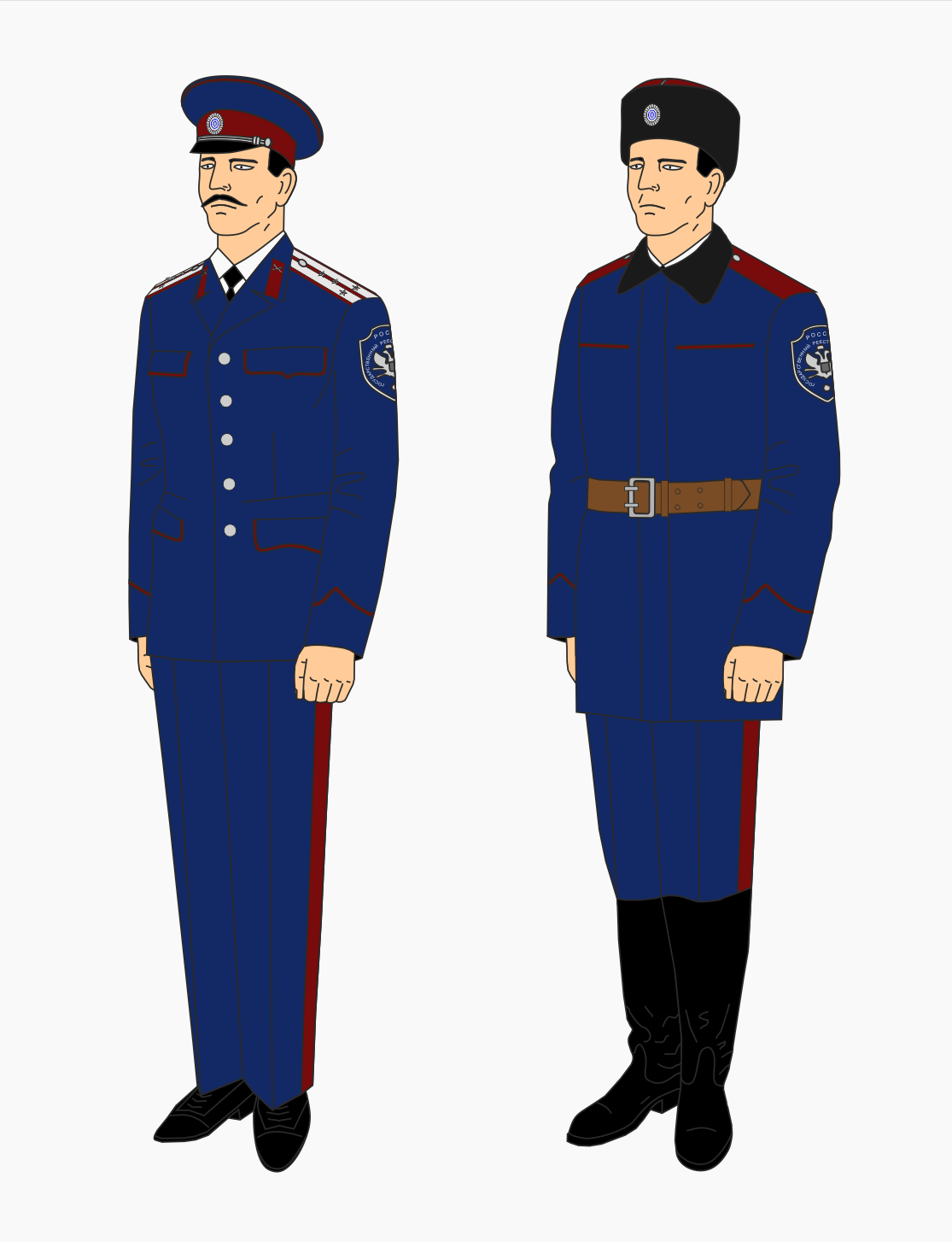
Повседневная форма одежды казаков ВКО ЦКВ

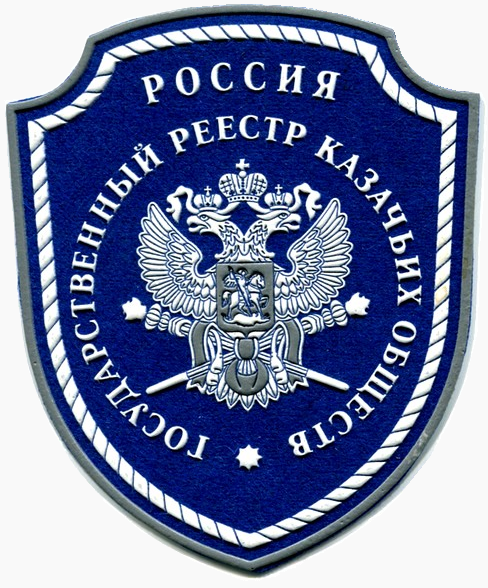
Нарукавный знак госреестра (на левый рукав)

Юго-запад Центральной России (нынешние Белгородская, Брянская, Курская, Орловская области) исторически относился к Северской земле, где в XV-XVII веках жили и несли военную службу севрюки. Они имели общинную организацию, обладали определённой автономией по отношению к великокняжеской и царской власти и были существенно схожи с ранними донскими, слободскими и запорожскими казаками. С XV века в подмосковной деревне Заборье существовало Заборьевское землячество с традициями казачества — военные поселенцы, на которых не распространялось крепостное право. В XV-XVII веках на территорию Центральной России (Звенигород, Серпухов, Тула, Рязань и др.) властями для несения службы в качестве городовых казаков переселялись целые отряды казаков с Дона, Яика, Волги и Терека, которые пополнялись вольными людьми из местного населения, за которых поручались старослужащие казаки. В XVII веке в Москве была Казачья слобода. На территории нынешней Воронежской области в 1652-1765 гг. существовал Острогожский слободской казачий полк. Хопёрские казаки проживали на землях, сегодня относящихся к двум федеральным округам: Приволжскому и Центральному (Воронежская и Тамбовская области). В 1769-1775 гг. в составе Московского легиона существовала казачья команда. В XX веке в результате масштабных миграционных перемещений на территории центральных регионов поселилось значительное количество лиц, происходящих из семей, принадлежавших к различным казачьим войскам. По приблизительным данным, по состоянию на начало 1990-х годов на территории нынешнего Центрального федерального округа проживало около двухсот тысяч ближайших потомков казаков. В 1994 году их представители изъявили желание объединиться в единую структуру. 10 декабря 1994 года состоялся Большой Круг, на котором был утвержден Устав Ассоциации казаков Центра России (АКЦР) и был избран атаманом Б. Б. Игнатьев.
При подготовке документов на регистрацию была внесена поправка в названии организации, и вместо Ассоциации (по волеизъявлению казаков) 17 февраля 1995 года Министерством Юстиции Российской Федерации было зарегистрировано Межрегиональное общественное объединение «Центральное казачье войско».
Согласно указу президента России «О перерегистрации общественных организаций» Межрегиональное общественное объединение «Центральное казачье войско» было перерегистрировано 30 июня 1999 года как Межрегиональная общественная организация «Центральное казачье войско».
В июне 2000 года на Большом казачьем Круге Центрального казачьего войска были внесены изменения в устав войска, определены границы действия ЦКВ в пределах Центрального федерального округа Российской Федерации, были избраны войсковой атаман, первый заместитель (товарищ) войскового атамана, Совет стариков (старейшин), Суд чести, Контрольно-ревизионная комиссия, утвержден состав Войскового правления ЦКВ, утверждены положения: о Совете атаманов, о Суде чести, об Экономическом совете, о Контрольно-ревизионной комиссии. Утверждены символика и форма одежды членам ЦКВ, не проходящих военную службу. Приняты обращения к священнослужителям, Управлению Президента Российской Федерации по вопросам казачества, силовым министерствам и ведомствам Российской Федерации, Губернаторам (главам администраций) субъектов Российской Федерации. В последующем изменения в Устав Войскового казачьего общества «Центральное казачье войско» были внесены на Круге 21 июня 2003 года.
В 2007 году устав войскового казачьего общества «Центральное казачье войско» был подписан президентом РФ В. В. Путиным.
В апреле 2009 года войсковое казачье общество «Центральное казачье войско» было зарегистрировано как некоммерческая организация.
В 2010 году ЦКВ подало документы на вхождение в государственный реестр казачьих обществ и 05 октября 2010 года Центральное казачье войско было внесено Минюстом в реестр казачьих обществ. С этого момента ЦКВ стало нести государственную службу.
В соответствии с Уставом ВКО «ЦКВ», утвержденным указом президента России от 3 мая 2007 г. N 574, с изменениями и дополнениями в соответствии с рекомендациями Совета при президенте России по делам казачества. Утвержден 15-м Большим Кругом войскового казачьего общества «Центральное казачье войско» 10 сентября 2010 года.
Действующий Устав утвержден приказом Министерства регионального развития Российской Федерации 8 августа 2011 года № 391. Войсковое казачье общество создано (сформировано) путём объединения казачьих обществ, осуществляющих свою деятельность на территории Белгородской, Брянской, Владимирской, Воронежской, Ивановской, Калужской, Костромской, Курской, Липецкой, Московской, Орловской, Рязанской, Смоленской, Тамбовской, Тверской, Тульской, Ярославской областей и г. Москвы.

## Состав ВКО ЦКВ

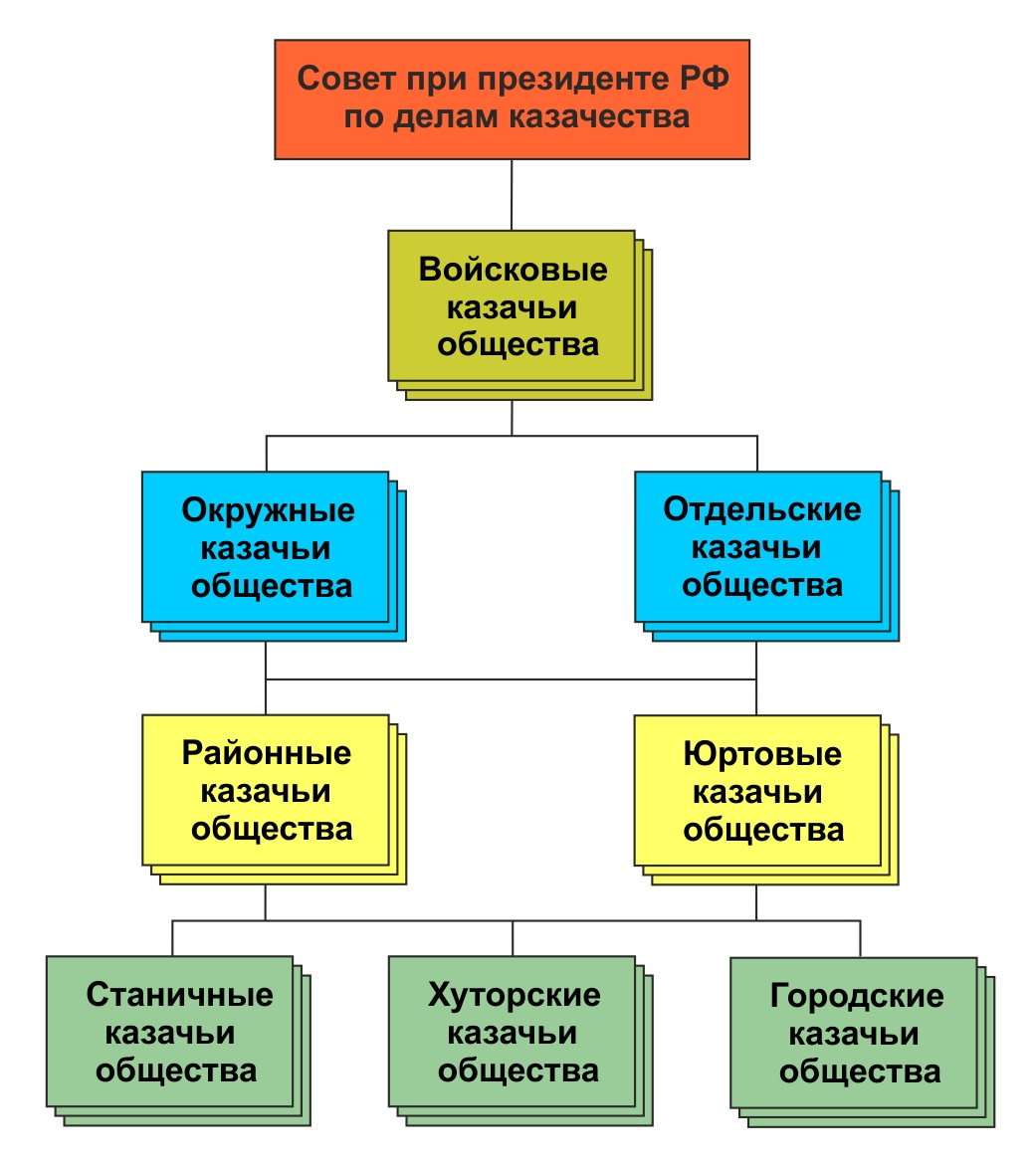
Иерархия реестровых войсковых казачьих обществ Российской Федерации

Структура войскового казачьего общества охватывает территорию Центрального федерального округа и части Северо-Западного федерального округа (Вологодская область) — с 2014 года начался процесс включения в состав ВКО «ЦКВ» Вологодского окружного казачьего общества, ранее входившего в состав Волжского войскового казачьего общества. ВКО «ЦКВ» включает в себя 17 отделов — отдельских казачьих обществ — окружных казачьих обществ:
- Белгородское;
- Брянское;
- Владимирское;
- Вологодское;
- Воронежское;
- Восточное (Костромская и Ивановская области);
- Западное (Рязанская и Тульская области);
- Калужское;
- Курское;
- Липецкое;
- Московское;
- Московской области;
- Орловское;
- Смоленское;
- Тамбовское;
- Тверское;
- Ярославское.

В структуре окружных (отдельских) казачьих обществ состоят районные (юртовые), станичные (городские) и хуторские казачьи общества. Всего около 230 казачьих организаций.
Общая численность казаков вместе с членами семей составляет 79,7 тысяч человек.
Войсковое казачье общество создается и действует на основе принципов добровольности, равноправия, самоуправления, законности, гласности, уважения прав и свобод человека и гражданина, сохранения и развития казачьих традиций, а также подконтрольности и подотчетности, федеральным органам государственной власти, органам государственной власти субъектов Российской Федерации, органам местного самоуправления в соответствии с Конституцией Российской Федерации, конституциями (уставами) субъектов Российской Федерации, законодательными и иными нормативными правовыми актами Российской Федерации и субъектов Российской Федерации, муниципальными правовыми актами.
В состав ЦКВ входит ЧОО «Казачья стража».

## Подготовка и деятельность казаков ЦКВ
Казаки ЦКВ проходят обучение на средства правительства Москвы. С 2016 года по 7 февраля 2018 года ЦКВ получила от правительства Москвы десять контрактов на общую сумму 36 миллионов рублей. Ежегодно казаки ЦКВ проходят по три трёхдневные тренировки в спортивно-оборонном центре в деревне Кузенево (Новая Москва), в каждой тренировке принимают участие по 100 казаков.
В 2016 и 2017 годах ЦКВ получило от Министерства культуры по 3 миллиона рублей субсидий на «Цикл проектов казачьей культуры». Один из мастер-классов в рамках цикла назывался «Навыки воинской культуры казаков и городское пространство (штатные ситуации)».  
15 января 2017 года казаки ЦКВ сорвали митинг сторонников Алексея Навального на Манежной площади в Москве. 
Журналист The Bell провёл расследование и пришёл к выводу, что 5 мая 2018 года казаки ЦКВ схлестнулись с участниками несанкционированной акции «Он нам не царь», при этом казаки действовали с санкции мэрии Москвы. Оппозиционный политолог Глеб Павловский и социолог Николай Митрохин сравнили произошедшее с феноменом «титушек», отметив, что их как технологию власть «наверняка» будет использовать, а также то, что, по их мнению, с этого началось падение «режима» Януковича.
С апреля 2022 года более 550 казаков ЦКВ оказывают содействие Пограничной службе в охране российско-украинской границы на территории Белгородской, Брянской и Курской областей.

## Известные казаки ВКО «ЦКВ»
В соответствии с Указом Президента Российской Федерации от 16 апреля 2014 г. № 247 действующим атаманом Центрального казачьего войска является Миронов Иван Кузьмич.
Наиболее известными в пока ещё небольшой истории войска являются:
- Игнатьев Борис Борисович — казачий полковник, основатель и первый атаман Межрегиональной общественной организации Центральное казачье войско (1994−2006);
- Ермольев Николай Николаевич — генерал-майор в отставке, советник первого атамана Межрегиональной общественной организации Центральное казачье войско Б. Б. Игнатьева;
- Налимов Валерий Иванович — казачий генерал по Указу Президента РФ № 410 от 09 апреля 2012 года, создатель и первый войсковой атаман госреестрового войскового казачьего общества «Центральное казачье войско» (2006−2014). Начиная с июня 2014 года и по настоящее время является атаманом Межрегиональной общественной организации «Центральное Казачье Войско»[13];
- Миронов Иван Кузьмич — казачий генерал по Указу Президента РФ № 1396 от 21 октября 2011 года, второй войсковой атаман госреестрового войскового казачьего общества «Центральное казачье войско» (2014-н.в.). Бывший атаман Волжского казачьего войска, отставной генерал-лейтенант ФСБ, бывший вице-премьер Самарской области и бывший вице-президент «АвтоВАЗа» по безопасности[14];
- Душенко Вячеслав Владимирович — атаман станичного казачьего общества «Петровское» (район Лефортово), член Совета атаманов Московского окружного казачьего общества, ветеран Первой чеченской войны, бывший начальник отдела по борьбе с терроризмом УБОП ГУВД г. Москвы, в 2012-2016 гг. помощник депутата Госдумы Александра Агеева;
- Дёмин Вячеслав Константинович — художник и публицист, лауреат премий ТЭФИ (2010) и «Золотой носорог» (2011), глава отдела культуры и идеологии ЦКВ (1996-2000), автор и редактор газеты «Казачий Спас»;
- Шишкин Сергей Владимирович — атаман Районного казачьего общества «Юго-Восток» (г. Москва);
- Фомичёв Владимир Иванович — казачий полковник. Начальник штаба (2001—2011) Воронежского ОКО ЦКВ, атаман Воронежского ОКО ЦКВ (2017—2019);
- Осипов Николай Петрович — есаул, атаман хутора Хоперский Воронежского ОКО ЦКВ;
- Гладков Евгений Георгиевич — кошевой атаман ВКО ЦКВ (2009—2011);
- Даценко Андрей Александрович — атаман Рязанского окружного казачьего общества (в составе ЦКВ с 2000 г.). Член правления ЦКВ, член совета атаманов войска с 2000 г. Первый заместитель Атамана ЦКВ с 2010 по 2014 гг. Единственный альтернативный кандидат на пост атамана ЦКВ, предложенный казаками на выборах 2014 года. Впоследствии обвинил руководство ЦКВ в отступлении от казачьих традиций, узурпации верховной власти в ВКО «Центральное казачье общество» лицами не казачьего происхождения, взглядов и убеждений, в превращение войска в многоуровневую структуру по освоению бюджетных средств. Рязанское ОКО во главе с атаманом Даценко вышло из реестра и состава ЦКВ и прекратило свое существование[15][16]. По состоянию на 2018 год был членом окружной комиссии совета при Президенте РФ по вопросам казачества[17].
- Филин Михаил Викторович (18.11.1961 — 16.04.2022) — казачий генерал, походный атаман Мещерского казачьего войска, глава Международного казачьего братства, президент Межрегионального общественного Фонда содействия военно-патриотическому воспитанию, вице-президент Национальной федерации боевых искусств. Старообрядец, ветеран боевых действий в Приднестровье, мастер спорта по боксу и тяжелой атлетике, общественно-политический деятель («Народная национальная партия», «Трудовая Россия», «Единая Россия», «Народ против коррупции»), начальник охраны Альберта Макашова.